# Will Buckley
William Edward "Will" Buckley, född 12 augusti 1988 i Oldham i Greater Manchester, är en engelsk fotbollsspelare (ytter). Han har tidigare spelat för bland annat Rochdale, Watford och Brighton & Hove Albion.

## Karriär
Den 30 juni 2017 värvades Buckley av Bolton Wanderers, där han skrev på ett tvåårskontrakt. Efter säsongen 2018/2019 lämnade Buckley klubben. Den 2 september 2019 återvände Buckley till Bolton, där han skrev på ett korttidskontrakt. Den 10 januari 2020 lämnade Buckley klubben i samband med att hans kontrakt gick ut. 17 dagar senare återvände Buckley till Bolton, där han skrev på ett kontrakt över resten av säsongen 2019/2020. I första matchen efter sitt nya kontrakt så bröt Buckley benet, vilket gjorde att han missade resten av säsongen. Den 26 juni 2020 meddelade Bolton Wanderers att Buckley skulle lämna klubben då hans kontrakt gick ut i slutet av månaden.